# Beretta AR70/90
Beretta AR70/90 predstavlja seriju automatskih pušaka koju je dizajnirala i proizvodila istoimena talijanska industrija oružja Beretta. Riječ je o puškama koje koriste streljivo kalibra 5.56×45mm NATO te su trenutno standardne u talijanskim oružanim snagama (iako je započeo proces njihove zamjene za moderniji ARX-160).
U talijanskoj vojsci, odnosno među njenim alpskim trupama AR70/90 zbog svoje pouzdanosti nosi nadimak Excalibur.

## Povijest
Beretta je s razvojem nove puške započela 1968. godine koristeći iskustva dobivena tijekom suradnje sa švicarskim SIG-om (u to vrijeme SIG-Manurhin). Prekidom suradnje (koja je trajala od 1963. do 1968.), Švicarci su nastavili s razvojem vlastitog modela SIG SG 530 koji je bio gotovo isti kao Berettin model AR70 od kojeg se razlikovao s manjim tehničkim karakteristikama.
Prvotni model pojavio se 1972. godine te je označen kao AR70 (kasnije je postao poznat kao AR70/223) kako bi se mogao razlikovati od kasnijih AR70/90. Postojale su tri njegove inačice: AR70/223, AR70/90 (SC70/90) i SCP70/90. Kada je talijanska vojska donijela odluku o zamjeni svoje zastarjele puške BM 59 s novijom puškom kalibra 5,56 mm, Beretta je odlučila sudjelovati u natječaju s derivatom AR70/223 koji je u konačnici imenovan u AR70/90. U konačnici je pobijedila ta puška a konkurenciju su joj činili H&K G41 (kojeg je licencno proizvodio domaći Franchi) i VB-SR (Bernardellijev klon IMI Galila). Vojska je htjela da i američki Colt sudjeluje u natječaju sa svojim M16A2 modelom a oružje je trebao predstaviti brešanski industrijalac Renato Gamba. Međutim, s njime je izbila afera tako da je u samome početku blokirana mogućnost da M16 sudjeluje u natječaju.
Model AR70/90 je u konačnici usvojen kao standardna jurišna puška 1990. godine kao i inačice SC70/90 (model sa sklopivim kundakom namijenjen alpskim trupama) te SCP70/90 (također sa sklopivim kundakom a namijenjen padobrancima). Beretta je na temelju automatske puške napravila i laku strojnicu AS70/90 ali ona nije usvojena te je umjesto njega odabran belgijski FN MINIMI. Također, AR70/90 je zamijenio prethodni AR70, tj. AR70/223.
Modeli 70/223 i 70/90 dostupni su i u poluautomatskim verzijama te su dostupni za policiju i civilno tržište. Međutim, unatoč tome što je puška u Italiji katalogizirana za civilno tržište, Beretta ju nije ni imala namjeru plasirati ondje usprkos mnogim zahtjevima. Tek je mala količina oružja uvezena iz inozemstva te prodana na aukcijama.

## Tehničke karakteristike
Riječ je o automatskoj pušci koja radi na principu pozajmnice plinova te je rađena po standardima 1980-ih. U njenoj izradi uglavnom je korišten nehrđajući čelik uz minimalnu uporabu polimera. Puška ima tri moda paljbe (automatski, poluautomatski te zakočeno). Rafalni mod paljbe postoji opcionalno. Za razliku od prethodnog AR70/223, model AR70/90 pokazao se kao pouzdaniji.
Puška koristi klasične STANAG okvire kapaciteta 30 metaka ali je kompatibilna i s drugim okvirima iz NATO standarda. Tako primjerice može koristiti C-Mag okvir od stotinu metaka. Kundak puške je izrađen od polimera dok se unutar pištoljskog rukohvata nalazi prostor namijenjen priboru za čišćenje oružja (kao i kod M16). Za nišanjenje postoji čelićni ciljnik dok talijanska vojska koristi red-dot ciljnik. Također, na pušku se može montirati bajuneta i podcijevni bacač granata a može ispaljivati i tromblone te zbog toga ima dizajniran tromblonski nišan. Od podcijevnih bacača, na oružje se može montirati Franchijev GLF-40 ali i singapurski CIS 40 GL kao i američki M203.

## Služba u talijanskoj vojsci
Talijanska vojska je do uvođenja AR70/90 koristila domaću pušku BM 59, koja je tehnički klon američkog M1 Garanda. Riječ je o preteškoj i prevelikoj pušci koja je koristila .308 Winchester streljivo koje je već onda bilo zastarjelo za moderne automatske puške. Glavni razlog povlačenja BM 59 bila je gotovo nemoguća kontrola oružja pri automatskoj paljbi.
Od kad je AR70/90 službeno uveden u talijansku vojsku 1990. (mijenjajući stariji AR70/223), korišten je u nekim od najvažnijih misija od 1990-ih do danas. Prva je bila Operacija Vespri Siciliani koja je trajala od 1992. do 1998. U njoj je država poslala vojsku na Siciliju u borbu protiv tamošnje moćne mafije. Sljedeća je bila Operacija Ibis koja je izvedena 1993. u Somaliji. Također, Talijani su je koristili i u Afganistanskom ratu protiv Talibana te Ratu u Iraku.

## Usporedba s ARX-160
Model AR-70/90 kojim se Beretta ponosi, potječe iz kraja 1960-ih godina, iako je konačni model puške uveden u naoružanje talijanske vojske tek početkom 1990-ih. Među mane ove inačice spadaju problemi s korištenjem dodatne opreme čime bi se povećala vatrena moć oružja. S druge strane, novi ARX-160 predstavlja generacijski skok iako u sebi ima mnoga tradicionalna rješenja, npr. sustav funkcioniranja po principu pozajmnice barutnih plinova. Međutim, ARX-160 ima i inovativna rješenja poput poput brze zamjene cijevi i široke primjene polimera pri izradi dijelova.

## Inačice i tehničke karakteristike
| Model              | AR70/223       | AR70/90, SC70/90 | SCP70/90       |
| ------------------ | -------------- | ---------------- | -------------- |
| Streljivo          | 5.56×45mm M193 | 5.56×45mm NATO   | 5.56×45mm NATO |
| Dužina (mm)        | 995            | 998              | 908            |
| Dužina cijevi (mm) | 450            | 450              | 360            |
| Težina (kg)        | 3,8            | 4,07             | 3,8            |
| Brzina (m)         | 400            | 500              | 350            |
| Brzina gađanja     | 650            | 670              | 670            |

## Korisnici
- Italija:[10] AR70/90 je standardan u talijanskim oružanim snagama iako je započeo proces njegove zamjene s novijim ARX-160.[1] Koristi se u svim vodovima oružanih snaga, od kopnene vojske, zračnih snaga, ratne mornarice do karabinijera. Također, pušku koristi i civilna i pravosudna policija, financijska garda te državni šumarski korpus i vojni korpus CRI.
- Albanija: u srpnju 2018. potpisan je Tehnički sporazum između Ministarstava obrane Republike Italije i Republike Albanije o donaciji 5.000 pušaka AR70/90.[11] Ugovor su potpisali albanski načelnik oružanih snaga, pukovnik Petrit Cuni te talijanski vojni ataše u Tirani, također pukovnik Fabio Cornacchia.[11] Uz oružje, donirana su i dva vojna vozila Iveco VTLM kako bi se povećala strateška važnost Albanije u balkansko-mediteranskoj regiji.[12]
- Burkina Faso[10]
- Egipat:[10] neposredno uoči građanskih demonstracija tijekom kojih je s vlasti odstupio egipatski predsjednik Mubarak, talijanska Vlada pod vodstvom Berlusconija je odobrila prodaju oružja Egiptu.[13] Tako je pred kraj 2010. u zemlju uvezeno 2.450 Berettinih pušaka i rezervnih dijelova.[13] Riječ je o inačicama SCP70/90.[13] To je jedan u nizu primjera gdje je Italija odobrila ili isporučila izvoz oružja raznim diktatorima i nedemokatskim režimima zbog čega je novi premijer Monti odlučio dodatno izmijeniti Zakon 185/1990 o izvozu oružja.[13]
- Honduras[10]
- Indija[10]
- Indonezija:[10] indonežanska vojska.[9]
- Jordan:[10] kraljevska jordanska vojska.[4][9]
- Katar[10]
- Kolumbija[10]
- Lesoto[1][10]
- Malezija:[10] kraljevska malajska vojska.[4][9]
- Malta[10]
- Maroko[10]
- Meksiko:[10] u zemlju je izvezeno 1.010 komada inačice SCP70/90.[14]
- Nigerija[10]
- Paragvaj[10]
- Zimbabve[10]

## Vidjeti također
- Beretta ARX-160